# Alfabet siríac
L'alfabet siríac és un sistema d'escriptura utilitzat per escriure el siríac a partir del segle i. Conté 22 lletres que provenen de l'alfabet arameu. És una escriptura cursiva, que s'escriu de dreta a esquerra.
L'alfabet siríac no conté les majúscules, és a dir, la primera lletra de la frase no es distingeix de totes altres lletres per mida. Per tant, els noms propis no s'escriuen amb lletres especials.

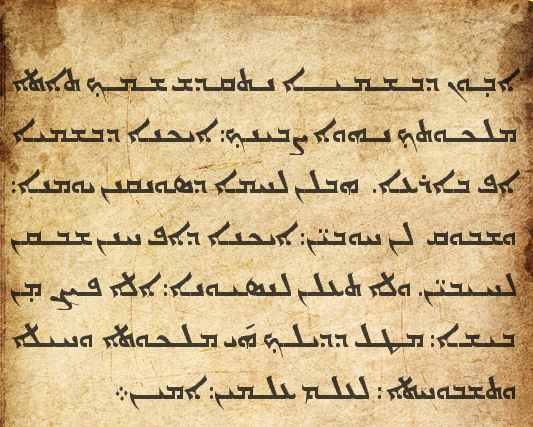
Pare nostre en siríac

| ʔĀlap | Bēṯ | Gāmal | Dālaṯ  | Hē | Wāw | Zayn | Ḥēṯ | Ṭēṯ | Yōḏ | Kāp |
| ܐ     | ܒ   | ܓ     | ܕ      | ܗ  | ܘ   | ܙ    | ܚ   | ܛ   | ܝ   | ܟܟ  |
|       |     |       |        |    |     |      |     |     |     | ܟ   |
| Lāmaḏ | Mīm | Nūn   | Semkaṯ | ʕĒ | Pē  | Ṣāḏē | Qōp | Rēš | Šīn | Ṯaw |
| ܠ     | ܡܡ  | ܢܢ    | ܣ      | ܥ  | ܦ   | ܨ    | ܩ   | ܪ   | ܫ   | ܬ   |
|       | ܡ   | ܢ     |        |    |     |      |     |     |     |     |

## Variacions de l'alfabet siríac
El tipus d'escriptura, en el qual van ser escrits els manuscrits més antics (fins al segle v), és conegut pel nom ʔesṭrangelå (prové del grec στρογγύλη ‛rodona’). Després de la divisió de l'Església Assíria Oriental en els nestorians i els jacobites cadascuna d'elles ha tingut el seu propi tipus d'escriptura.
Alfabet siríac oriental («nestorià», «caldeu» o «assiri») aquesta variació de l'alfabet siríac va aparèixer com una variant separada de l'alfabet siríac al segle vii. En siríac aquest tipus d'escriptura es diu madnḥāyā (literalment vol dir ‛oriental'). Per la forma de les lletres alfabet siríac oriental és més proper a l'ʔesṭrangelå, que l'alfabet siríac occidental.
Alfabet siríac occidental («jacobita» o «maronita») aquesta variació de l'alfabet siríac va aparèixer com una variant separada de l'alfabet siríac als manuscrits siríacs des de finals del segle viii. En el siríac (occidental) aquest tipus d'escriptura es diu serṭā (literalment vol dir ‛línia’), prové de serṭo pšiṭo ‛escriptura fàcil/habitual'.
Les lletres, com ja s'havia dit, marquen només les consonant, igual que en hebreu o en àrab. Als finals del segle vii o als principis del segle viii, foren creades dos sistemes de vocalització de l'alfabet siríac. A l'orient s'utilitzà el sistema de vocalització, que feia servir els símbols que podien ser escrits tant a sobre de la lletra, com a sota de la lletra. Aquests símbols s'utilitzaren per representar vuit vocals, 4 llargues i 4 curtes. En canvi a l'occident els jacobites per representar les vocals utilitzaren variacions de les lletres gregues, que també podrien estar a sobre o a sota de la lletra. Aquests símbols s'utilitzaren per representar 5 vocals, sense comptar amb la seva llargada, però afegint-hi la vocal neutra.
| Lletra | ʔesṭrangelå (escriptura clàssica) | ʔesṭrangelå (escriptura clàssica) | ʔesṭrangelå (escriptura clàssica) | madnḥāyā (escriptura oriental) | madnḥāyā (escriptura oriental) | madnḥāyā (escriptura oriental) | Unicode | Nombre | Pronunciació                         |
| Lletra | Forma normal                      | Final lligada                     | Final no lligada                  | Forma normal                   | Final lligada                  | Final no lligada               | Unicode | Nombre | Pronunciació                         |
| ------ | --------------------------------- | --------------------------------- | --------------------------------- | ------------------------------ | ------------------------------ | ------------------------------ | ------- | ------ | ------------------------------------ |
| ʔĀlap  |                                   |                                   |                                   |                                | ¹                              |                                | ܐ       | 1      | ʔ o no es pronuncia                  |
| Bēṯ    |                                   |                                   |                                   |                                |                                |                                | ܒ       | 2      | fort: b suau: β                      |
| Gāmal  |                                   |                                   |                                   |                                |                                |                                | ܓ       | 3      | fort: g suau: ɣ                      |
| Dālaṯ  |                                   |                                   |                                   |                                |                                |                                | ܕ       | 4      | fort: d suau: ð                      |
| Hē     |                                   |                                   |                                   |                                |                                |                                | ܗ       | 5      | h                                    |
| Wāw    |                                   |                                   |                                   |                                |                                |                                | ܘ       | 6      | consonants: w mater lectionis: u i o |
| Zayn   |                                   |                                   |                                   |                                |                                |                                | ܙ       | 7      | z                                    |
| Ḥēṯ    |                                   |                                   |                                   |                                |                                |                                | ܚ       | 8      | ḥ                                    |
| Ṭēṯ    |                                   |                                   |                                   |                                |                                |                                | ܛ       | 9      | ṭ                                    |
| Yōḏ    |                                   |                                   |                                   |                                |                                |                                | ܝ       | 10     | consonants: j mater lectionis: i     |
| Kāp    |                                   |                                   |                                   |                                |                                |                                | ܟ       | 20     | fort: k suau: χ                      |
| Lāmaḏ  |                                   |                                   |                                   |                                |                                |                                | ܠ       | 30     | l                                    |
| Mīm    |                                   |                                   |                                   |                                |                                |                                | ܡ       | 40     | m                                    |
| Nūn    |                                   |                                   |                                   |                                |                                |                                | ܢ       | 50     | n                                    |
| Semkaṯ |                                   |                                   |                                   |                                | /                              |                                | ܣ / ܤ   | 60     | s                                    |
| ʕĒ     |                                   |                                   |                                   |                                |                                |                                | ܥ       | 70     | ʕ                                    |
| Pē     |                                   |                                   |                                   |                                |                                |                                | ܦ       | 80     | fort: p suau: f                      |
| Ṣāḏē   |                                   |                                   |                                   |                                |                                |                                | ܨ       | 90     | ṣ                                    |
| Qōp    |                                   |                                   |                                   |                                |                                |                                | ܩ       | 100    | q                                    |
| Rēš    |                                   |                                   |                                   |                                |                                |                                | ܪ       | 200    | r                                    |
| Šīn    |                                   |                                   |                                   |                                |                                |                                | ܫ       | 300    | ʃ                                    |
| Ṯaw    |                                   |                                   |                                   |                                |                                |                                | ܬ       | 400    | fort: t suau: θ                      |

¹ Després de la Dālaṯ o Rēš, la ʔĀlap normalment té la forma normal en lloc de la forma final.

### Lligadures
| Nom | ʔesṭrangelå  | ʔesṭrangelå   | ʔesṭrangelå      | madnḥāyā      | madnḥāyā      | madnḥāyā         | Unicode | Descripció                                |
| Nom | Forma normal | Final lligada | Final no lligada | !Forma normal | Final lligada | Final no lligada | Unicode | Descripció                                |
| --- | ------------ | ------------- | ---------------- | ------------- | ------------- | ---------------- | ------- | ----------------------------------------- |
|     |              |               |                  |               |               |                  |         | Lāmaḏ i ʔĀlap adjuntades al final del mot |
|     |              |               |                  |               |               | /                |         | Ṯaw i ʔĀlap adjuntades al final del mot   |
|     |              |               |                  |               |               |                  |         | Hē i Yōḏ adjuntades al final del mot      |

### Diacrítica
- Vocalització de l'alfabet siríac

## L'alfabet siríc a Unicode
L'interval Unicode del siríac és U+0700 ... U+074F.
|     |  | 0 | 1 | 2 | 3 | 4 | 5 | 6 | 7 | 8 | 9 | A | B | C | D | E | F |
| 700 |  | ܀ | ܁ | ܂ | ܃ | ܄ | ܅ | ܆ | ܇ | ܈ | ܉ | ܊ | ܋ | ܌ | ܍ | ܎ | ܏  |
| 710 |  | ܐ | ܑ  | ܒ | ܓ | ܔ | ܕ | ܖ | ܗ | ܘ | ܙ | ܚ | ܛ | ܜ | ܝ | ܞ | ܟ |
| 720 |  | ܠ | ܡ | ܢ | ܣ | ܤ | ܥ | ܦ | ܧ | ܨ | ܩ | ܪ | ܫ | ܬ | ܭ | ܮ | ܯ |
| 730 |  | ܰ  | ܱ  | ܲ  | ܳ  | ܴ  | ܵ  | ܶ  | ܷ  | ܸ  | ܹ  | ܺ  | ܻ  | ܼ  | ܽ  | ܾ  | ܿ  |
| 740 |  | ݀  | ݁  | ݂  | ݃  | ݄  | ݅  | ݆  | ݇  | ݈  | ݉  | ݊  | ݋ | ݌ | ݍ | ݎ | ݏ |

- Taula Unicode

## Literatura
- Дирингер Д, Алфавит. — М.: Едиториал УРСС, 2004.
- Фридрих И. История письма. — М.: Едиториал УРСС, 2004.